# Siheneasi
Siheneasi is een bestuurslaag in het regentschap Nias Selatan van de provincie Noord-Sumatra, Indonesië. Siheneasi telt 826 inwoners (volkstelling 2010).